# Dornach (Eichendorf)
Dornach ist ein Gemeindeteil des Marktes Eichendorf im niederbayerischen Landkreis Dingolfing-Landau.

## Lage
Dornach liegt im Vilstal am Petzenbach etwa drei Kilometer östlich von Eichendorf an der Staatsstraße 2083.

## Geschichte
Im Jahr 1076 schenkte der Passauer Bischof Altmann zwei Güter, um 1185 Bischof Diepold eine halbe Hube, 1264 Bischof Otto allen Neubruchs-Zehnt dieser Ortschaft dem Kloster St. Nikola. Im Laufe der Zeit erhielt das Kloster durch die Bischöfe alle Güter der Ortschaft verliehen, lediglich das Pfarrwiddum (das unbewegliche Vermögen der Pfarrpfründe, vgl. Wittum) kam zur Herrschaft Haidenburg. Dietmar Hartmout de Dornach trat um 1170 als Zeuge auf.
Die Pfarrei Dornach ist die älteste Pfarrei der Gegend. Pfarrer Chunrad wird im Jahr 1310 als Zeuge erwähnt. Erst 1896 wurde die Dornacher Expositur Eichendorf zur Pfarrei erhoben.
Die Gemeinde Dornach wurde im Zuge der Gebietsreform in Bayern am 1. Januar 1972 in den Markt Eichendorf eingegliedert.

## Sehenswürdigkeiten
- Spätgotische Pfarrkirche St. Laurentius. Die Anfang des 16. Jahrhunderts erbaute Kirche hat einen Sattelturm auf Mauern des 13. Jahrhunderts. Am Hochaltar von 1680 befinden sich die überlebensgroßen Seitenfiguren St. Georg und St. Florian. Das Altargemälde zeigt die Marter des hl. Laurentius. Die Seitenaltarblätter malte Franz Anton Rauscher, die Kanzel trägt die Jahreszahl 1744.
- Grabmäler aus dem 16. und 17. Jahrhundert

## Vereine
- Frauen- und Mütterverein Dornach
- Freiwillige Feuerwehr Dornach, am 15. Juni 1875 gegründet
- FC Dornach 1933 e. V.
- Krieger- und Soldatenkameradschaft Dornach
- Schnupferclub Dornach
- Stockschützen Dornach